# Stiphrometasia monialis
Stiphrometasia monialis is een vlinder uit de familie grasmotten (Crambidae). De wetenschappelijke naam van deze soort is voor het eerst geldig gepubliceerd in 1872 door Nikolai Grigorievitsj Ershov.

## Verspreiding
De soort komt voor in Rusland, Turkije, Azerbeidzjan, Irak, Iran, Turkmenistan, Oezbekistan, Afghanistan, Pakistan, India, Verenigde Arabische Emiraten en Oman.

## Waardplanten
In de Verenigde Arabische Emiraten is vastgesteld dat de rups leeft op Capparis spinosa.